# Arley (Alabama)
Arley is een plaats (town) in de Amerikaanse staat Alabama, en valt bestuurlijk gezien onder Winston County.

## Demografie
Bij de volkstelling in 2000 werd het aantal inwoners vastgesteld op 290.
In 2006 is het aantal inwoners door het United States Census Bureau geschat op 324, een stijging van 34 (11,7%).

## Geografie
Volgens het United States Census Bureau beslaat de plaats een oppervlakte van
7,2 km², geheel bestaande uit land. Arley ligt op ongeveer 237 m boven zeeniveau.

## Plaatsen in de nabije omgeving
De onderstaande figuur toont de plaatsen in een straal van 32 km rond Arley.